# Lijst van afleveringen van Saved by the Bell
Dit is een lijst met afleveringen van de Amerikaanse televisieserie Saved by the Bell, spin-off The College Years, pre-quel Good Morning, Miss Bliss en de films. De serie telt 11 seizoenen (The New Class meegeteld). Een overzicht van alle afleveringen van Good Morning tot The Wedding is hieronder te vinden. Klik hier voor een lijst van afleveringen van spin-off Saved by the Bell: The New Class (laatste 7 seizoenen).

## Good Morning, Miss Bliss
| Nr. | Titel aflevering           | Uitzenddatum VS  |
| --- | -------------------------- | ---------------- |
| 1   | Summer Love                | 30 november 1988 |
| 2   | Love Letters               | 7 december 1988  |
| 3   | Wall Street                | 14 december 1988 |
| 4   | Leaping to Conclusions     | 21 december 1988 |
| 5   | Parents and Teachers       | 28 december 1988 |
| 6   | The Showdown               | 4 januari 1989   |
| 7   | Save the Last Dance for Me | 4 februari 1989  |
| 8   | The Boy Who Cried Rat      | 11 februari 1989 |
| 9   | Let's Get Together         | 18 februari 1989 |
| 10  | Practical Jokes            | 25 februari 1989 |
| 11  | Stevie                     | 4 maart 1989     |
| 12  | Clubs and Cliques          | 11 maart 1989    |
| 13  | The Mentor                 | 18 maart 1989    |

## Saved by the Bell - Seizoen 1
| Nr. | Titel aflevering                  | Uitzenddatum VS   | Verhaal aflevering |
| --- | --------------------------------- | ----------------- | --- |
| 1   | Dancing to the Max                | 20 augustus 1989  | Er wordt een danswedstrijd gegeven in "The Max", een cafetaria, en die wedstrijd komt live op tv. Zack wil met Kelly dansen, maar dat wil Slater ook. Dus wordt het een duel. Jessie heeft zelf een totaal ander probleem: Ze vindt zichzelf te lang. Screech wil graag met Lisa naar de wedstrijd, maar die gaat al met een jongen genaamd Bryan. Zack biecht tegen Jessie op dat hij helemaal niet kan dansen. Dus Jessie leert hem wat passen. Lisa heeft haar been gekneusd doordat ze tegen de televisie heeft geschopt. Daardoor wil Bryan niet meer met haar dansen. Op de dag van de wedstrijd zegt Zack dat Slater wel met Kelly mag dansen, en hij gaat wel met Jessie. Schreech danst met Lisa, en ze winnen prompt de eerste prijs.                           |
| 2   | The Lisa Card                     | 28 augustus 1989  | Lisa mag op kosten van haar vader shoppen als ze een goed rapport heeft. Nu heeft ze aan bijna 400 dollar aan kleren gekocht! Lisa en haar vrienden proberen dit terug te verdienen. |
| 3   | The Gift                          | 8 september 1989  | Zack en AC sluiten de hele tijd weddenschappen en AC speelt vals. Als Screech op een avond bij Zack is, wordt hij getroffen door de bliksem. Hij kan nu een stukje in de toekomst kijken. Hiervan maakt Zack gebruik om van AC te winnen met de weddenschappen en ook om te weten te komen wat de toets vragen zijn. Als Screech het dan niet meer zeker weet en hij het al wel aan zn vrienden heeft verteld van de vragen voelt hij zich ongemakkelijk. Hij en Screech zorgen ervoor dat de leraar weg blijft, Belding de les overneemt en die vragen stelt. Heel gedoe, maar uiteindelijk komt toch de leraar naar school en hebben ze een andere toets dan Zack hoopte. Screech' gave is over en de rest is boos op Zack vanwege de verkeerde vragen en lage cijfers. |
| 4   | Fatal Distraction                 | 9 september 1989  | Om erachter te komen of Kelly Zack gaat vragen voor het komende schoolbal plaatsen Zack en Screech een microfoon in Jessies kamer waar een pyjamafeestje gehouden gaat worden, helaas pakt dit wat anders uit dan Zack had gehoopt. Het gaat zelfs zo fout, dat Zack begint te vrezen voor zijn leven. |
| 5   | Screech's Woman                   | 16 september 1989 | Zack en Screech moeten samenwerken met een project. Screech wil echter niet meewerken omdat hij ermee zit dat hij geen meisje kan krijgen. Omdat Zack een goed cijfer op zijn project wil hebben wil hij een vrouw voor Screech regelen. Als hij er geen één kan regelen is hij zogenaamd het meisje zelf. Hij wil Screech opbellen terwijl hij zich voordoet als 'bambi'. Screech wil Bambi alleen in het echt zien en dan zit er niets anders op dan dat Zack een jurk aan moet trekken en zich voordoen als Bambi. |
| 6   | Aloha Slater                      | 23 september 1989 | Zack komt erachter dat Slater naar Hawaï kan verhuizen. Dit wil hij bevorderen zodat hij Kelly voor hem alleen heeft. Hij zegt dat Slater ziek is en daarom naar Hawaï moet. Kelly besluit mee te gaan, en tijdens een afscheidsfeest wordt duidelijk dat alles verzonnen was. |
| 7   | The Substitute                    | 30 september 1989 | |
| 8   | Cream for a Day                   | 7 oktober 1989    | |
| 9   | Pinned to the Mat                 | 14 oktober 1989   | |
| 10  | The Beauty and the Screech        | 21 oktober 1989   | Kelly heeft twee tickets voor een concert en Zack en Slater willen graag met Kelly erheen, maar dan krijgt Kelly een 1 voor een proefwerk en krijgt ze bijles van Screech. |
| 11  | The Friendship Business           | 28 oktober 1989   | |
| 12  | The Mamas and the Papas           | 4 november 1989   | Zack en Kelly, Slater en Jessie en Screech en Lisa trouwen voor school met elkaar. |
| 13  | Save that Tiger                   | 11 november 1989  | |
| 14  | The Election                      | 18 november 1989  | |
| 15  | The Zack Tapes                    | 2 december 1989   | |
| 16  | King of the Hill                  | 9 december 1989   | |
| 17  | The Babysitters                   | 16 december 1989  | |
| 18  | Close Encounters of the Nerd Kind | 23 december 1989  | |
| 19  | Slater's Friend                   | 30 december 1989  | |
| 20  | Screech's Birthday                | 6 januari 1990    | Iedereen is Screech's verjaardag vergeten, ze laten Screech tot gangbewaker benoemen, zodat ze z'n verjaardag kunnen vieren, maar hij laat ze alle nakomen. Zal het ze lukken Screech toch nog een leuke verjaardag te geven? |

## Saved by the Bell - Seizoen 2
| Nr. | Titel aflevering    | Uitzenddatum VS   |
| --- | ------------------- | ----------------- |
| 1   | The Prom            | 8 september 1990  |
| 2   | Zack's War          | 15 september 1990 |
| 3   | Save the Max        | 22 september 1990 |
| 4   | Driver's Education  | 29 september 1990 |
| 5   | House Party         | 6 oktober 1990    |
| 6   | Model Students      | 9 oktober 1990    |
| 7   | Blind Dates         | 13 oktober 1990   |
| 8   | Rent-A-Pop          | 20 oktober 1990   |
| 9   | Miss Bayside        | 27 oktober 1990   |
| 10  | Jessie's Song       | 3 november 1990   |
| 11  | 1-900-CRUSHED       | 17 november 1990  |
| 12  | Running Zack        | 24 november 1990  |
| 13  | From Nurse to Worse | 15 december 1990  |

## Saved by the Bell - Seizoen 3
| Nr. | Titel aflevering             | Uitzenddatum VS   |
| --- | ---------------------------- | ----------------- |
| 1   | The Last Dance (1)           | 14 september 1991 |
| 2   | Zack's Birthday Party        | 14 september 1991 |
| 3   | The Aftermath (2)            | 21 september 1991 |
| 4   | The Game                     | 21 september 1991 |
| 5   | Operation Zack               | 28 september 1991 |
| 6   | Fourth of July               | 28 september 1991 |
| 7   | Check Your Mate              | 5 oktober 1991    |
| 8   | My Boyfriend's Back          | 5 oktober 1991    |
| 9   | Fake ID's                    | 19 oktober 1991   |
| 10  | Boss Lady                    | 19 oktober 1991   |
| 11  | Pipe Dreams                  | 26 oktober 1991   |
| 12  | The Last Weekend             | 26 oktober 1991   |
| 13  | Wicked Stepbrother: Part 1   | 2 november 1991   |
| 14  | Wicked Stepbrother: Part 2   | 2 november 1991   |
| 15  | Date Auction                 | 9 november 1991   |
| 16  | All in the Mall              | 9 november 1991   |
| 17  | S.A.T.s                      | 16 november 1991  |
| 18  | Palm Springs Weekend: Part 1 | 16 november 1991  |
| 19  | Palm Springs Weekend: Part 2 | 23 november 1991  |
| 20  | Hold Me Tight                | 23 november 1991  |
| 21  | No Hope with Dope            | 30 november 1991  |
| 22  | Rockumentary                 | 30 november 1991  |
| 23  | Cut Day                      | 7 december 1991   |
| 24  | Home for Christmas: Part 1   | 7 december 1991   |
| 25  | Home for Christmas: Part 2   | 14 december 1991  |
| 26  | Mystery Weekend              | 21 december 1991  |

## Film 1: Hawaiian Style
| Nr. | Titel film                        | Uitzenddatum VS  |
| --- | --------------------------------- | ---------------- |
| 1   | Saved by the Bell: Hawaiian Style | 27 november 1992 |

## Saved by the Bell - Seizoen 4
| Nr. | Titel aflevering               | Uitzenddatum VS   |
| --- | ------------------------------ | ----------------- |
| 1   | The Fight                      | 12 september 1992 |
| 2   | Student-Teacher Week           | 12 september 1992 |
| 3   | Screech's Spaghetti Sauce      | 19 september 1992 |
| 4   | The New Girl                   | 19 september 1992 |
| 5   | The Bayside Triangle           | 19 september 1992 |
| 6   | Teen Line                      | 26 september 1992 |
| 7   | Masquerade Ball                | 3 oktober 1992    |
| 8   | Day of Detention               | 3 oktober 1992    |
| 9   | Wrestling with the Future      | 10 oktober 1992   |
| 10  | Drinking and Driving           | 10 oktober 1992   |
| 11  | Love Machine                   | 17 oktober 1992   |
| 12  | Class Rings                    | 17 oktober 1992   |
| 13  | Isn't it Romantic?             | 24 oktober 1992   |
| 14  | The Will                       | 24 oktober 1992   |
| 15  | Teacher's Strike               | 31 oktober 1992   |
| 16  | Slater's Sister                | 31 oktober 1992   |
| 17  | The Senior Prom                | 7 november 1992   |
| 18  | Video Yearbook                 | 7 november 1992   |
| 19  | Screech's Birthday             | 14 november 1992  |
| 20  | Snow White and the Seven Dorks | 14 november 1992  |
| 21  | Earthquake                     | 21 november 1992  |
| 22  | Best Summer of My Life         | 14 februari 1992  |
| 23  | Slater's Friend                | 28 november 1992  |
| 24  | School Song                    | 28 november 1992  |
| 25  | The Time Capsule               | 5 december 1992   |
| 26  | Graduation                     | 22 mei 1993       |

## Saved by the Bell: The College Years
| Nr.   | Titel aflevering               | Uitzenddatum VS   |
| ----- | ------------------------------ | ----------------- |
| Pilot | Pilot                          | 22 juni 1993      |
| 1     | Guess Who's Coming to College? | 14 september 1993 |
| 2     | Zack, Lies & Videotape         | 14 september 1993 |
| 3     | Rush Week                      | 21 september 1993 |
| 4     | Slater's War                   | 28 september 1993 |
| 5     | The Homecoming                 | 5 oktober 1993    |
| 6     | The Poker Game                 | 12 oktober 1993   |
| 7     | Prof. Zack                     | 19 oktober 1993   |
| 8     | Screech Love                   | 26 oktober 1993   |
| 9     | Dr. Kelly                      | 2 november 1993   |
| 10    | A Thanksgiving Story           | 23 november 1993  |
| 11    | Teacher's Pet (1)              | 7 december 1993   |
| 12    | Kelly and the Professor (2)    | 14 december 1993  |
| 13    | A Question of Ethics           | 21 december 1993  |
| 14    | The Rave                       | 4 januari 1994    |
| 15    | Bedside Manner                 | 11 januari 1994   |
| 16    | Love and Death                 | 22 januari 1994   |
| 17    | Marry Me                       | 8 februari 1994   |
| 18    | Wedding Plans                  | 8 februari 1994   |

## Film 2: Wedding in Las Vegas
| Nr. | Titel film                              | Uitzenddatum VS |
| --- | --------------------------------------- | --------------- |
| 2   | Saved by the Bell: Wedding in Las Vegas | 7 oktober 1994  |